# Knooppunt Strombeek-Bever
De verkeerswisselaar van Strombeek-Bever is een Belgisch knooppunt tussen de A12 en de Brusselse Ring R0 nabij Strombeek-Bever, een deelgemeente van Grimbergen. Het knooppunt is ongelijkvloers, de hoofdassen van de R0 en A12 lopen normaal rechtdoor, de afslagen zijn via een soort uitgerekte rotonde op elkaar aangesloten.
De verkeerswisselaar is een uitgerekte zwevende rotonde, een concept dat niet vaak toegepast wordt in België en Nederland maar wel in Groot-Brittannië.
Deze verkeerswisselaar herbergt 34 à 40 ha zeer waardevol natuurgebied (Glanshavergrasland). Er werden meer dan 380 soorten planten gerepertorieerd, waaronder 9 soorten orchideeën.
| Aansluitende wegen     | Aansluitende wegen                | Aansluitende wegen                       | Aansluitende wegen | Aansluitende wegen |
| ---------------------- | --------------------------------- | ---------------------------------------- | ------------------ | ------------------ |
|                        |                                   | richting Antwerpen / Boom / Sint-Niklaas |                    |                    |
|                        |                                   |                                          |                    |                    |
|                        | richting Antwerpen / Luik / Namen |                                          |                    |                    |
|                        |                                   |                                          |                    |                    |
| richting Bergen / Gent |                                   | richting Brussel                         |                    |                    |